# Roberto Guerrero
Roberto Guerrero, kolumbijski dirkač Formule 1, * 16. november 1958, Medellín, Kolumbija.
Roberto Guerrero je upokojeni kolumbijski dirkač Formule 1. Debitiral je v sezoni 1982, ko pa je dosegel le eno uvrstitev, osmo mesto na Veliki nagradi Nemčije, kar je njegova najboljša uvrstitev kariere. Po sezoni 1983, ko mu višje od dvanajstega mesta ni uspelo priti se je upokojil kot dirkač Formule 1. Med letoma 1984 in 2001 je dirkal tudi na ameriški dirki Indianapolis 500. Najboljši rezultat je z drugim mestom dosegel že v prvem poskusu.

## Popolni rezultati Formule 1
(legenda) (odebeljene dirke pomenijo najboljši štartni položaj, poševne pa najhitrejši krog, †-uvrščen kljub odstopu)
| Leto | Moštvo               | Šasija        | Motor   | 1       | 2        | 3        | 4       | 5        | 6       | 7        | 8       | 9       | 10      | 11      | 12     | 13      | 14      | 15     | 16      | Prv | Toč |
| ---- | -------------------- | ------------- | ------- | ------- | -------- | -------- | ------- | -------- | ------- | -------- | ------- | ------- | ------- | ------- | ------ | ------- | ------- | ------ | ------- | --- | --- |
| 1982 | Ensign Racing        | Ensign N180B  | Ford V8 | JAR DNP |          |          |         |          |         |          |         |         |         |         |        |         |         |        |         | NC  | 0   |
| 1982 | Ensign Racing        | Ensign N181   | Ford V8 |         | BRA DNQ  | ZZDA Ret | SMR     | BEL DNQ  | MON DNQ | VZDA Ret | KAN Ret | NIZ DNQ | VB Ret  | FRA DNQ | NEM 8  | AVT Ret | ŠVI Ret | ITA NC | LVE DNS | NC  | 0   |
| 1983 | Theodore Racing Team | Theodore N183 | Ford V8 | BRA NC  | ZZDA Ret | FRA Ret  | SMR Ret | MON DNPQ | BEL Ret | VZDA NC  | KAN Ret | VB 16   | NEM Ret | AVT Ret | NIZ 12 | ITA 13  | EU 12   | JAR    |         | NC  | 0   |